# Adam Georg von Agthe
Adam Georg von Agthe (rusko Егор Андреевич Ахте), ruski general baltsko-nemškega rodu, * 12. avgust 1777, † 26. avgust 1826.
Bil je eden izmed pomembnejših generalov, ki so se borili med Napoleonovo invazijo na Rusijo; posledično je bil njegov portret dodan v Vojaško galerijo Zimskega dvorca.

## Življenje
Leta 1792 je pričel svojo vojaško kariero pri gardistih in leta 1796 je postal poročnik. Leta 1805 se je odlikoval med bitko narodov in v bojih proti Turkom (1806–11). 
Leta 1812 je bil povišan v polkovnika in imenovan za poveljnika Sanktpeterburškega grenadirskega polka, s katerim se je udeležil številnih bitk. Za zasluge med bitko za Leipzig je bil povišan v generalmajorja. 
15. aprila 1816 je bil zaradi zdravstvenih razlogov upokojen.